# Communauté d’agglomération de la Région de Compiègne
Die Communauté d’agglomération de la Région de Compiègne war ein französischer Gemeindeverband mit der Rechtsform einer Communauté d’agglomération im Département Oise in der Region Hauts-de-France. Sie wurde am 9. Dezember 2004 gegründet und umfasste 16 Gemeinden. Der Verwaltungssitz befand sich in der Stadt Compiègne. 

## Historische Entwicklung
Am 1. Januar 2017 wurde der Gemeindeverband mit der Communauté de communes de la Basse Automne zur Communauté d’agglomération de la Région de Compiègne et de la Basse Automne zusammengeschlossen.

## Ehemalige Mitgliedsgemeinden
1. Armancourt
2. Bienville
3. Choisy-au-Bac
4. Clairoix
5. Compiègne
6. Janville
7. Jaux
8. Jonquières
9. Lachelle
10. Lacroix-Saint-Ouen
11. Margny-lès-Compiègne
12. Le Meux
13. Saint-Jean-aux-Bois
14. Saint-Sauveur
15. Venette
16. Vieux-Moulin